# گمینا ستاره پوله
گمینا ستاره پوله (به لهستانی:  Gmina Stare Pole) یک گمینا در لهستان است که در شهرستان مالبورک واقع شده‌است. گمینا ستاره پوله ۷۹٫۷۲ کیلومتر مربع مساحت و ۴٬۵۹۵ نفر جمعیت دارد.